# Ferretería

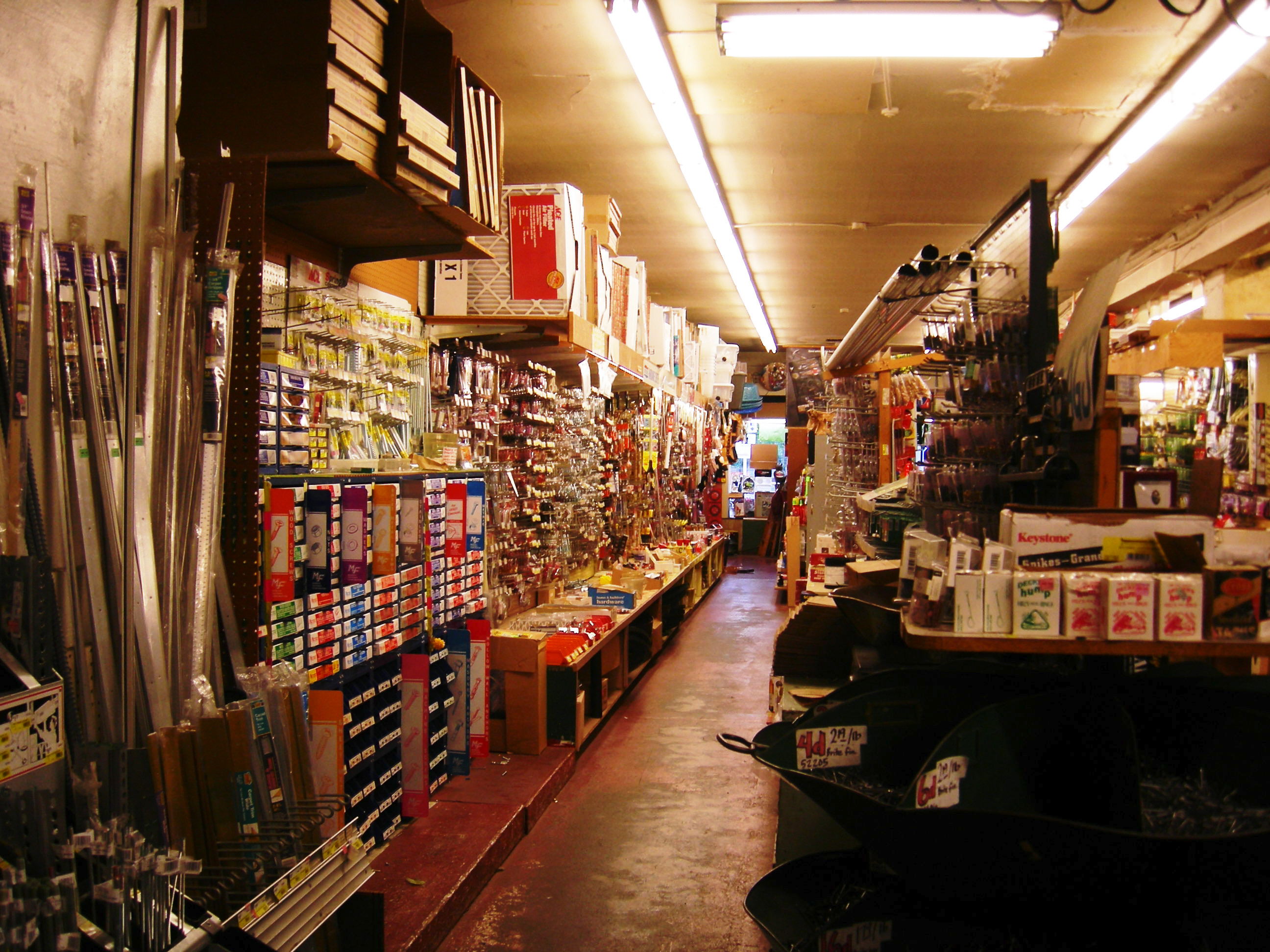
Interior de una ferretería.

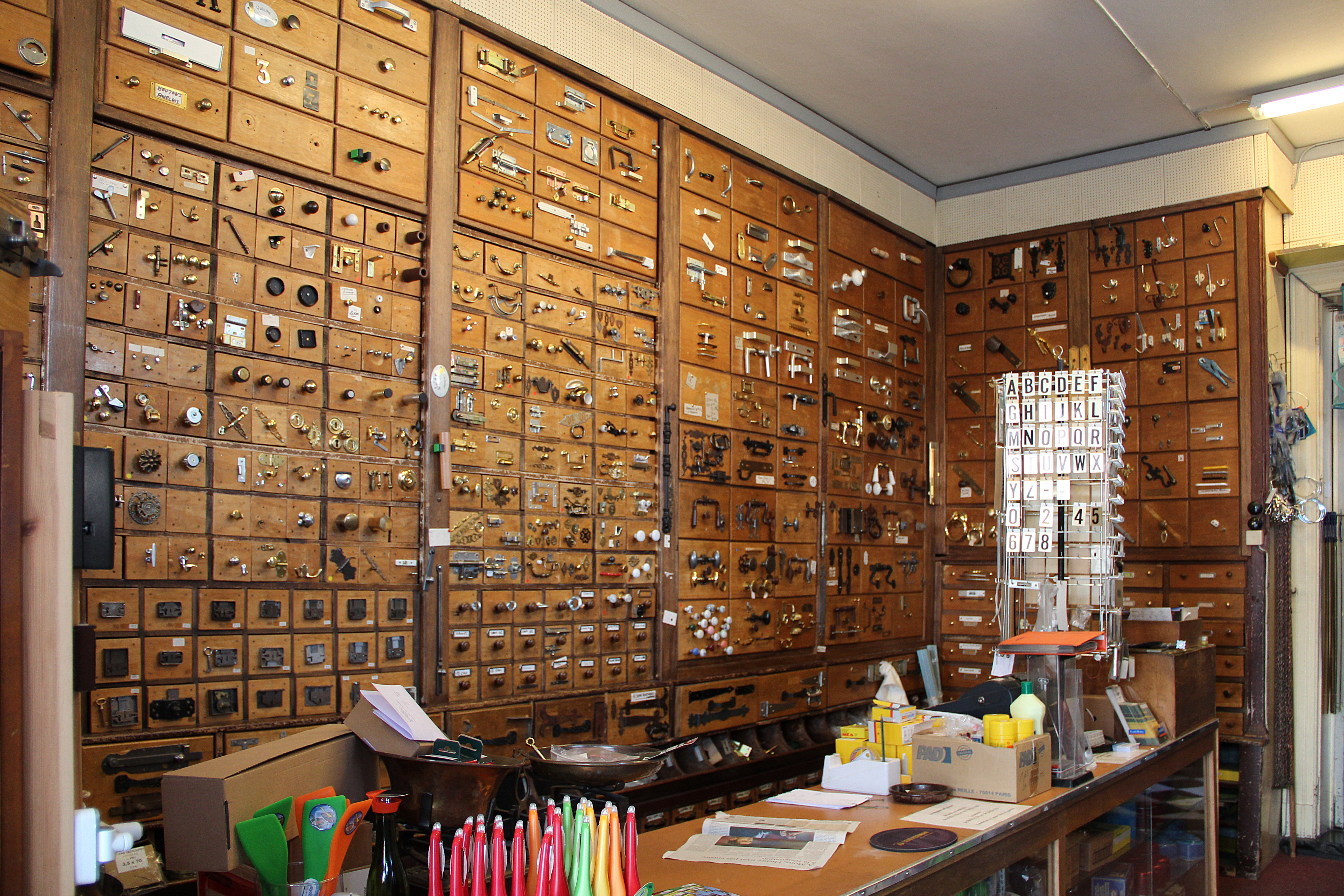
Interior de una típica ferretería. Soignies (Bélgica).

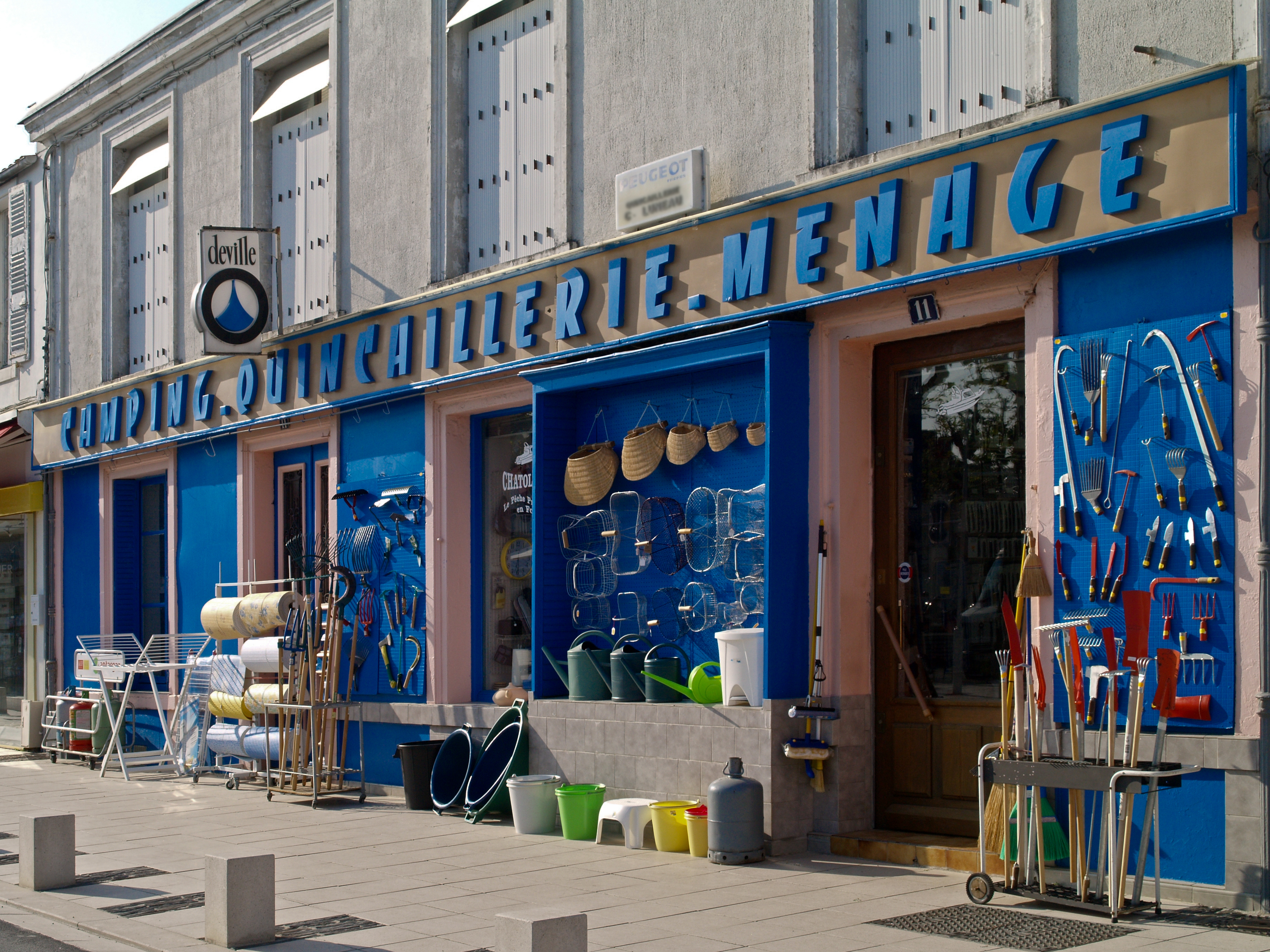
Una ferretería en Francia.

Una ferretería es un establecimiento comercial dedicado a la venta de productos, útiles o artículos para el bricolaje, la construcción y las necesidades del hogar, normalmente para el público en general aunque también existen ferreterías especializadas en cierto rubro o sector. Por ejemplo, aquellas dedicadas a especialistas de la carpintería, pintura y acabados; otras ferretería especialistas en máquinas eléctricas, otras dedicadas al abastecimiento de materiales de construcción, otras dedicadas al abastecimiento de suministros industriales, etc.

## Etimología
Etimológicamente ferretería significa «tienda del hierro».
Ferretería también designa al conjunto o categoría de útiles, artículos o productos fabricados a base de hierro (y por extensión a otros productos metálicos) que se pueden adquirir en dicho tipo de establecimiento comercial.

## Productos principales
Como en todo tienda o establecimiento comercial, la disponibilidad de los productos que se venden al público suelen variar según la estación del año, pero hay productos que siempre se pueden encontrar.
- Winchas
- Martillos
- Clavos y Alambres
- Tornillos y tuercas
- Tubos de PVC
- Pegamento para PVC
- Rodillos y brochas
- Cinta aislante
- Focos o luminarias
- Cables eléctricos
- Cables para telecomunicaciones (teléfonos, redes, etc.)
- Discos de corte
- Herramientas eléctricas (taladradoras, sierras eléctricas, lijadoras, etc)
- Serruchos y sierras para metales.
- Papel de lija
- Griferías

## Ferreterías en el mundo

### China

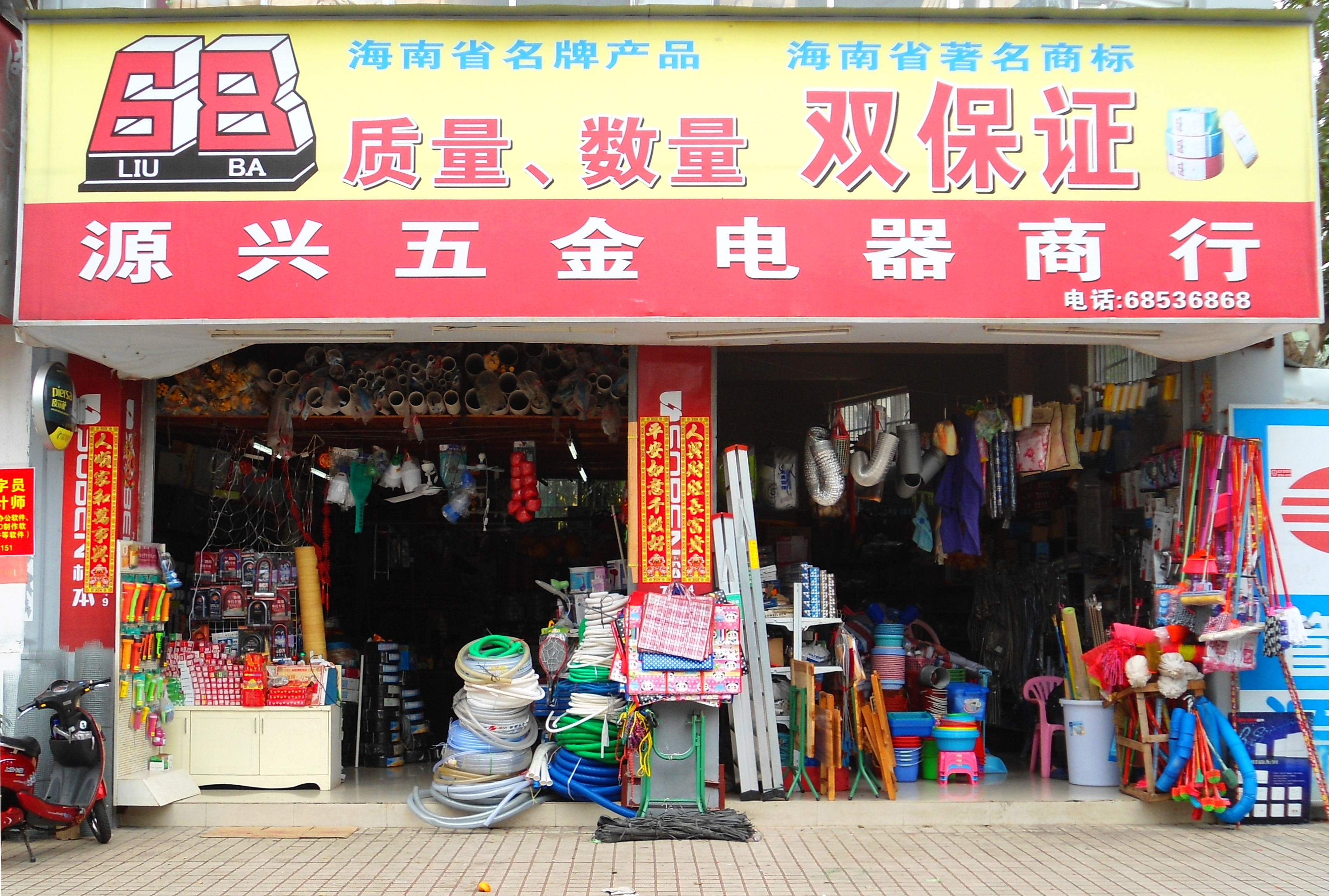
Una ferretería china. El estilo y los productos ofrecidos en esta tienda de la ciudad son típicos de cientos de miles de ferreterías en todo el país.

La mayoría de las ferreterías en China, ya sea en la ciudad o en zonas rurales, son pequeñas empresas, no de franquicias sino de propiedad familiar. Ofrecen productos similares a las ferreterías occidentales, incluyendo plomería y suministros eléctricos, herramientas y algunos artículos para el hogar. A diferencia de occidente, en estas ferreterías normalmente se encuentra madera de construcción, suministros de pesca, productos de jardinería o suministros de navegación. Algunas ferreterías rurales suministran alimento para animales, como por ejemplo alimento para pollos.
Es común ver en la mayoría de países no occidentales, como China, ferreterías especializadas, dedicadas a la venta de productos en una categoría en particular. Estas tiendas suelen estar agrupadas en un distrito, a menudo junto con grupos de otras ferreterías que tienen la misma especialidad. Algunos ejemplos de grupos de tiendas especializadas son:
- Cadena, en donde entran diferentes tamaños de cadenas, acoplamientos, ganchos de elevación, cortadores, etcétera.
- Generadores y compresores, venta de piezas, mangueras, además de productos y herramientas relacionadas con el mantenimiento y reparación de generadores y compresores.
- Tubos de metal y varillas, incluyendo productos de diversos tamaños y materiales.
- Herramientas eléctricas grandes, con accesorios.
- Cable eléctrico y cable de acero, también se incluyen interruptores eléctricos, cajas de fusibles, enchufes de cable de alambre, abrazaderas y dedales.

### México
En México es común la denominación de tlapalería como sinónimo de ferretería. Un término de origen náhuatl, relacionado con un lugar donde tengan herramientas e insumos para el arte y oficio de la pintura. Cómo en otras ferreterías, son comercios dónde se venden distintas herramientas para oficios, trabajos domésticos o mantenimiento (mecánica, plomería, electricidad, jardinería albañilería, limpieza, etc.). Así como repuestos para múltiples herramientas o insumos utilizados generalmente para el desarrollo de esas actividades (refacciones, mangos, fierros de hachas o talachos, cemento, grava arena, pintura, abonos, tornillos, clavos, inclusive en algunas madera, abonos o mallas para corrales o tubos de diferentes calibres y materiales para instalaciones de gas, electricidad o drenaje). Existen algunas que toman un ramo de especialidades para cada oficio tal como ser específicas de material, herramientas y sus repuestos para construcción, en el área de electricidad o fontanería y pintura. A veces a algunas se les denomina ferreléctricas debido al grado especificidad en sus productos. Esto ocurre generalmente en ciudades mientras que en localidades más pequeñas o alejadas de los núcleos urbanos, son comunes tiendas que aparte de vender alimentos, dulces, cuenten con algunas herramientas de uso general o agrícola, lo cual no es exclusivo de verse sólo en zonas rurales. En algunas ocasiones se pueden hacer conglomerados de tiendas que ofertan dichos materiales en una zona específica de las grandes ciudades tal es el caso de la calle en la Ciudad de México, y dentro de estas zonas están puntos de venta especializados en un ramo de oficios.
De igual manera, ocurre que en los mercados (tianguis) de México, concurran vendedores ambulantes de herramientas para los múltiples oficios y profesiones, que van desde desarmadores y juegos de herramientas para reparaciones casera (martillos, barretones asadas, cuchillos, navajas multiusos) hasta podadoras o soldadoras o cortadoras de azulejo, de uso profesional e industrial. E instrumentos especializados (cinceles para madera o escultura, juegos de exactos para maquetismo, moldes para cerámica, calibradores milimétricos) y con distinto grado de uso y desafortunadamente, incluso la calidad legal en que se encuentra el producto, debido a que no es raro encontrar vendedores ferreteros de objetos de segunda mano, que sean producto del robo y asaltos.

### España
Las ferreterías y el sector del bricolaje en España conforman una red comercial vital que desempeña un papel esencial en la vida cotidiana y la economía del país. Este sector, que incluye distribuidores y proveedores, ha demostrado ser un componente clave del tejido comercial español.
Este sector, caracterizado por un gasto promedio por hogar de 500 euros anuales, genera un impacto económico significativo tanto en términos directos como inducidos, ascendiendo a la notable cifra de 1.469.413.313 €. Estos números subrayan la relevancia económica de las ferreterías y el bricolaje en la sociedad española, mostrando su capacidad para adaptarse a las cambiantes tendencias comerciales y digitales.
A pesar de los desafíos modernos, las ferreterías locales siguen siendo pilares fundamentales de la comunidad, ofreciendo no solo productos y servicios especializados, sino también contribuyendo a la riqueza cultural de España.

## Cadenas

### España
Las principales cadenas son:
- Cadena 88
- Clickfer
- Coarco
- Ferrymas
- Ferrokey
- Optimus
- Bricor

## Ferreterías en línea
Las primeras ferreterías en línea aparecieron en la década de 1990. Por norma general, son empresas tradicionales que buscan otro canal de venta, utilizando la web como escaparate y enviando los productos directamente al cliente. 
Actualmente son muchas las ferreterías que han iniciado el proceso de crear su tienda en línea para acceder al nuevo canal, pero este canal requiere de tiempo, recursos y especialización, y al sector ferretero le falta cierta renovación. Cada vez más los grandes del sector están ganado cuota de mercado año tras año, no solo en el canal en línea donde las diferencias son muy importantes, sino que también en el canal tradicional. Una grata excepción en el canal en línea es alguna tienda tradicional, que ha conseguido con especialización una buena cuota de mercado. El sector está avanzado rápidamente hacia un mercado más competitivo y mejor preparado.
Vienen cambios importantes en el sector de la ferretería tradicional, y debe renovarse y apostar por las nuevas tecnologías y el mercado en línea. Algunas empresas de ferretería en línea implementan en su modelo de negocio una amplia gama de facilidades como atención al cliente mediante WhatsApp e incluso canales de Youtube donde explican como realizar tareas de bricolaje a sus clientes.